# Wodorofosforan potasu
Wodorofosforan potasu, K
2HPO
4 – nieorganiczny związek chemiczny, sól potasowa kwasu fosforowego. Ma postać bezbarwnych kryształów. Jest rozpuszczalny w wodzie. Będąc źródłem potasu i fosforu stosowany jako nawóz, dodatek do żywności i do sporządzania roztworów buforowych.

## Zastosowanie
Wodorofosforan sodu używany jest jako regulator kwasowości w przemyśle spożywczym.
Jest składnikiem fosforanowych roztworów buforowych.